# Gabriel Knight
Gabriel Knight é uma série de jogos de aventura de point-and-click lançados pela Sierra On-Line na década de 1990 e criados por Jane Jensen. O personagem titular é um escritor e dono de uma livraria em Nova Orleans que está investigando uma estranha série de assassinatos quando descobre que descende de uma longa linhagem de Schattenjägers ("Shadow Hunters" ou "Caçadores das Sombras"). Depois de passar por uma prova espiritual, Gabriel se torna o novo Schattenjäger, chamado para impedir aqueles que usam métodos sobrenaturais para ameaçar os outros. Para isso, ele usa o Ritter Talisman, um medalhão de proteção. Não tendo habilidades sobrenaturais, Gabriel enfrenta seus inimigos principalmente usando da astúcia e de perspicácia após investigar e pesquisar sobre cada um. No primeiro jogo da série, ele é auxiliado por Grace Nakimura. Nos dois jogos seguintes, os dois atuam como parceiros contra o mal, com Grace agora sendo um personagem jogável.
O jogo original de 1993, Gabriel Knight: Sins of the Fathers teve sucesso e popularidade, em parte devido à voz do elenco incluindo atores conhecidos Tim Curry, Leah Remini, Virginia Capers, Mark Hamill, Michael Dorn e Efrem Zimbalist Jr.. Sins of the Father foi seguido por outros dois jogos em sequência, cada um usando um estilo diferente de design de jogo: The Beast Within: A Gabriel Knight Mystery (1995), um filme interativo com lobisomens, e Gabriel Knight 3: Blood of the Sacred, Blood of the Damned (1999), um jogo de gráficos em 3D envolvendo vampiros. Os dois primeiros jogos tiveram um sucesso crítico bom o suficiente para que a Computer Gaming World declarasse Jane Jensen "a Anne Rice interativa". O terceiro jogo não alcançou o mesmo sucesso e acabou sendo o jogo final publicado pela Sierra após o declínio da indústria de videogames de point-and-click.
Os dois primeiros jogos tiveram uma novelização publicada escrita pela criadora e escritora de jogos Jane Jensen. Uma nova versão do jogo original foi relançada em 2014 como Gabriel Knight: Sins of the Fathers (20th Anniversary Edition). Esta versão remasterizou gráficos, som e novas gravações de voz. Para comemorar o lançamento, Jane Jensen postou um conto de Gabriel Knight online, um que se passa seis meses após o terceiro jogo.

## Série
Os personagens e jogos de Gabriel Knight foram criados pela escritora Jane Jensen, que também trabalhou em King's Quest VI: Heir Today, Gone Tomorrow com a veterana designer de jogos Roberta Williams. A música da série foi composta por Robert Holmes, marido de Jensen.
Todos os três jogos da série se concentram nas aventuras de Gabriel Knight, um escritor com dificuldades financeiras e dono de uma livraria em Nova Orleans que descobre que seu verdadeiro nome de família é Ritter e ele está destinado a seguir o legado familiar de ser um Schattenjäger (alemão para "Caçador das Sombras"). Grace Nakimura é uma personagem coadjuvante importante em Sins of the Fathers, administrando a livraria enquanto faz pesquisas para Gabriel. Os dois são amigos que costumam brigar. Nos jogos seguintes, Grace e Gabriel desenvolvem um relacionamento mais próximo e agem mais como parceiros na investigação do sobrenatural. O segundo jogo provoca seus sentimentos românticos um pelo outro, enquanto o terceiro jogo os faz confrontar diretamente seus sentimentos. Nesses dois jogos Grace é uma personagem principal ao lado de Gabriel e o jogador alterna entre controlar cada um deles durante diferentes partes do jogo.
Cada jogo exige que o jogador adquira informações por meio da investigação dos arredores e do interrogatório de personagens não-jogáveis (NPCs). Os jogadores também devem resolver quebra-cabeças e completar tarefas por meio do uso de itens que adquirem, informações que obtêm, dispositivos que ativam ou provocando ação em NPCs. A história do jogo geralmente prossegue linearmente, com o jogador incapaz de continuar no próximo "dia" ou "capítulo" ou "bloco de tempo" da narrativa até que tenha resolvido os quebra-cabeças necessários e obtido as informações adequadas. Resolver quebra-cabeças e reunir informações resulta na coleta de pontos.
Gabriel Knight: Sins of the Fathers e Gabriel Knight 3: Blood of the Sacred, Blood of the Damned ambos incluíam histórias em quadrinhos curtas que continham mais um pouco de história para dar um contexto anterior aos acontecimentos desses jogos, o que era tradição da Infocom. A história em quadrinhos Sins of the Fathers segue a história de Günter Ritter, ancestral de Gabriel Knight, que trocou sua casa ancestral pelo continente americano no século XVII. A história em quadrinhos Blood of the Sacred, Blood of the Damned atua como um prólogo para o jogo, explicando como Gabriel começou o caso.

### Gabriel Knight: Sins of the Fathers

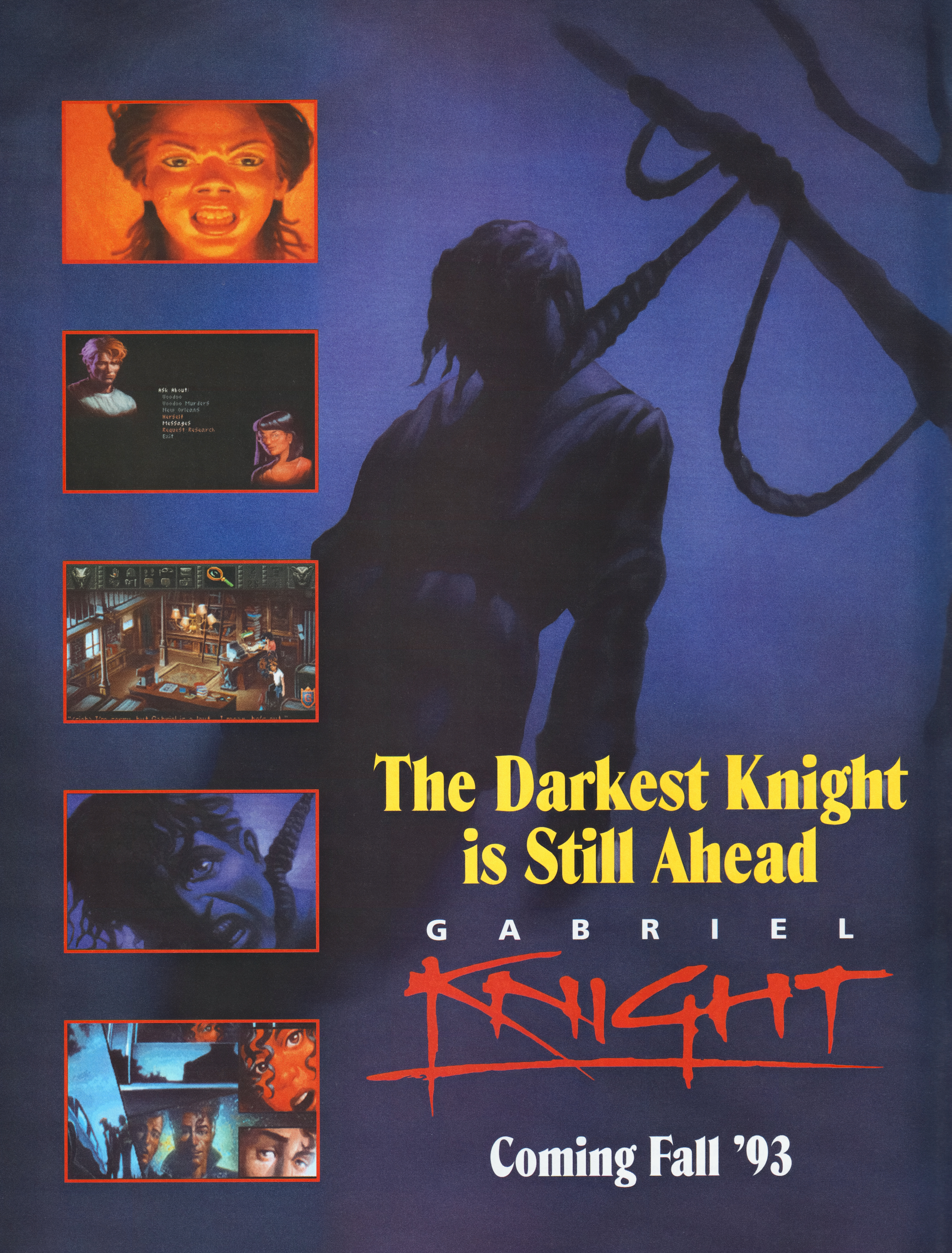
Anúncio de revista para Gabriel Knight: Sins of the Fathers.

É um jogo de point-and-click feito no estilo de 3ª pessoa, com arte em estilo de quadrinhos usada para cenas de história. Enquanto a versão em disquete do jogo incluía apenas legendas, a versão em CD-ROM apresentava um elenco de dubladores. Tim Curry interpreta Gabriel Knight, Mark Hamill interpreta seu velho amigo Detetive Franklin Mosely, Leah Remini interpreta sua assistente e amiga Grace Nakimura, e Leilani Jones como Malia Gedde. Outros personagens incluem Efrem Zimbalist Jr. como Wolfgang Ritter, o tio-avô de Gabriel, Michael Dorn como Dr. John, proprietário de um museu de vodu, Mary Kay Bergman como Gerde Hull, a zeladora da casa ancestral de Gabriel, Schloss Ritter, na Alemanha. A narradora é Virginia Capers.
O primeiro jogo da série apresenta Gabriel Knight, um romancista de terror com dificuldades financeiras que possui uma livraria em Nova Orleans chamada St. George's Rare Books. Seu amigo, o detetive Mosely, está investigando uma série de homicídios apelidada de "The Voodoo Murders (Os Homicídios Vodu)" pela imprensa. Compelido por estranhos pesadelos e pensando que os assassinatos podem lhe dar um bom material para um livro, Gabriel começa sua própria investigação, auxiliado por sua assistente Grace Nakamura. Isso o leva a conhecer a misteriosa socialite de Nova Orleans Malia Gedde, bem como aprender muito sobre a história do vodu. Durante a investigação, Gabriel percebe que práticas sobrenaturais genuínas estão envolvidas e descobre que ele próprio está relacionado à família Ritter, o que o torna o mais recente em uma linha de Schattenjägers ("Caçadores das Sombras") que devem lutar contra aqueles que usam métodos sobrenaturais para ameaçar vidas inocentes .
A edição do remake do 20º aniversário apresentou Jason Victor como Gabriel Knight, Cissy Jones como Grace Nakimura, Ned Clarke como o detetive Mosely e Amy Kelly como a narradora.

### The Beast Within: A Gabriel Knight Mystery
O segundo jogo (também conhecido como Gabriel Knight 2: The Beast Within ) é no estilo de um filme interativo de ação, estrelado por Dean Erickson como Gabriel Knight e Joanne Takahashi como Grace Nakimura. Grace agora é uma personagem jogável em partes do jogo. A personagem Gerde Hull está de volta como uma NPC, interpretada por Andrea Martin.
Um ano após os eventos de Sins of the Fathers, e após passar pela prova espiritual necessária para se tornar um Schattenjäger, Gabriel mudou-se para sua casa ancestral na pequena vila de Rittersberg na Baviera, Alemanha, para escrever seu novo romance e se conectar com a linhagem de sua família. Seu novo livro The Voodoo Murders, uma ficção de mistério e assassinato baseado nos eventos do primeiro jogo, é agora um best-seller. O povo de Rittersberg, a sede dos Schattenjägers, pede a ajuda de Gabriel quando se fala de um ataque de um lobisomem em Munique. Gabriel investiga e Grace vai à Alemanha para ajudá-lo, determinada a lutar contra o mal ao lado dos Schattenjäger e agora tendo suas próprias visões e sonhos. Gabriel desenvolve uma amizade incomum com o Barão Friedrich Von Glower, que lidera um clube de caça exclusivo em Munique e acredita que Knight é uma "alma gêmea".

### Gabriel Knight 3: Blood of the Sacred, Blood of the Damned
Este jogo usa gráficos 3D renderizados e apresenta o retorno de Tim Curry ao papel de Gabriel Knight. Grace é mais uma vez uma personagem jogável, agora dublada por Charity James. O detetive Franklin Mosely retorna à vida de Gabriel, agora dublado por David Thomas.
Anos após os eventos do segundo jogo, Gabriel publicou outro livro de sucesso chamado The Brutal Beast, baseado em suas experiências no jogo anterior. Ele agora se considera um Schattenjäger em tempo integral e Grace é sua parceira, tendo criado um arquivo Schattenjäger computadorizado chamado SYDNEY. Os dois são convidados pelo príncipe exilado James de Albany para proteger seu filho recém-nascido de uma antiga ameaça familiar que dura séculos e que pode envolver vampiros. Naquela mesma noite, o menino Charlie é sequestrado e Gabriel segue os sequestradores até a misteriosa vila francesa de Rennes-le-Château. A chegada de Gabriel coincide com a de um grupo de turistas que supostamente está em busca de um lendário tesouro local que pode estar ligado à Igreja Católica Romana, aos Cavaleiros Templários ou ao Santo Graal. Gabriel e Grace investigam o caso ao lado de Mosely, que chegou com o grupo de turistas. Depois de encontrar e resgatar a criança, Gabriel descobre a origem do primeiro Schattenjäger. No final do jogo, Grace deixa Gabriel para encontrar seu próprio caminho.

### Temptation: A Gabriel Knight Interlude
Para comemorar o lançamento da versão remasterizada do primeiro jogo, Gabriel Knight: Sins of the Fathers - 20th Anniversary Edition, Jane Jensen lançou um conto em prosa online. A história Temptation: A Gabriel Knight Interlude se passa seis meses após os eventos do terceiro jogo. A história foi posteriormente adaptada para uma história em quadrinhos.
O conto retrata Gabriel perseguindo uma figura encapuzada na floresta, considerada um vidente, "um comedor de almas". Durante o caso, Gabriel reflete sobre os acontecimentos recentes e a saída de Grace, bem como o fato de que ele já cumpriu três grandes "missões" e agora está com 36 anos, o que o leva a se perguntar se já atingiu seu pico. Durante a aventura, ele tem uma visão de Von Glower de The Beast Within e ouve o homem expressar suas próprias dúvidas e desejos egoístas, dizendo que Gabriel deveria voltar para sua vida onde não tinha responsabilidades e não precisava se arriscar caçando o mal. No final, Gabriel descarta a visão e continua suas investigações.

### Possível Quarto Jogo
Após o lançamento de Blood of the Sacred, Blood of the Damned, Jane Jensen afirmou que começou a planejar uma possível história e a definir um quarto jogo. Em Blood of the Sacred, Blood of the Damned, o jogador pode usar a interface do computador SIDNEY para pesquisar "gk4" e ver uma entrada sobre fantasmas como resultado. Jane Jensen disse que fantasmas seriam os antagonistas para um quarto jogo da série. No entanto, nenhum jogo Gabriel Knight 4 seguiu e em agosto de 2006, foi confirmado que o próximo jogo de aventura de Jane Jensen seria o renascimento de Gray Matter . 
Os direitos de Gabriel Knight são atualmente detidos pela Activision, que os adquiriu após a fusão com a ex-detentora dos direitos, Vivendi Universal em 2008. Jane Jensen lançou novos jogos de Gabriel Knight para Vivendi e Activision. Em abril de 2012, Jensen lançou Pinkerton Road Studio e afirmou em entrevistas que espera que produzir um novo jogo com o estúdio Pinkerton Road seja um passo na direção certa para ter a chance de fazer novos jogos de Gabriel Knight no futuro. Em outubro de 2013, Jane Jensen confirmou um remake de Gabriel Knight: Sins of the Fathers seria lançado no ano seguinte. O remake comemorando o 20º aniversário do jogo foi lançado para Windows, OS X, iOS e Android em 15 de outubro de 2014.

## Personagens
- Gabriel Knight é o protagonista central da série, o filho órfão de Philip Knight e Margaret Templeton Knight, que deveria ter cerca de 30 anos quando a narrativa começa (embora sua idade não seja consistente nos jogos). Gabriel é o proprietário da livraria St. George's Rare Books em sua cidade natal, Nova Orleans, e um autor de ficção de terror. Carismático, sardônico e intuitivo, ele prefere evitar responsabilidades, muitas vezes distraído por livros interessantes e encontros  casuais com mulheres. Seus dois amigos principais são sua assistente Grace Nakimura e seu amigo de infância Franklin Mosely, um detetive de polícia. No início do primeiro jogo, ele percebe que há mais em sua família do que ele imagina. Os pesadelos de Gabriel e o desejo de pesquisar um novo livro o levaram a investigar os recentes "assassinatos de vodu". Durante sua investigação, ele descobre que descende da família Ritter e é o último de uma linha de Schattenjägers ("Caçadores das Sombras"). Visitando o castelo de sua família Schloss Ritter em Rittersberg, Alemanha, ele passa por uma prova espiritual para se tornar um novo Schattenjäger. Mais tarde, ele herda o Ritter Talisman. Gabriel Knight 2 apresenta um Gabriel um pouco mais sombrio agora vivendo no castelo de sua família há mais de um ano e obtendo sucesso financeiro desde seu novo romance The Voodoo Murders (baseado em suas experiências no primeiro jogo e estrelado pelo detetive fictício Blake Backlash) é um best-seller. EmGabriel Knight 3, Gabriel publicou outro romance de sucesso intitulado The Brutal Beast, baseado nos eventos do segundo jogo. Gabriel é um personagem mais maduro e experiente, agora mais focado em seus deveres como Schattenjäger, com Grace como parceira em suas investigações. Apesar de seus sentimentos, ele ainda resiste ao compromisso romântico com Grace.
- Grace Nakimura é apresentada pela primeira vez em Gabriel Knight: Sins of the Fathers em 1993 como uma personagem não-jogável, antes de se tornar uma personagem jogável em ambos os jogos que vieram na sequência. Apresentada como uma assistente de 26 anos, Grace é uma pesquisadora, auxiliar e bússola moral de Gabriel no primeiro jogo. Ela se torna uma parceira investigativa nos dois jogos sequenciais e está mais fortemente no papel de interesse romântico. No final do terceiro jogo, ela decide seguir seu próprio caminho ao invés de permanecer como ajudante de Gabriel. Grace foi incluída em várias listas de principais ajudantes [8] e personagens femininas nos videogames.[9][10][11] GameSpot escreveu que Grace era "mais agradável" do que Knight e mais "inteligente e engenhosa".[8] Em 2007, a Tom's Games também notou que, ao contrário das personagens femininas tradicionais dos videogames, Grace foi desenhada com roupas conservadoras, sem "roupas sexy [e] proporções fora do comum".  De acordo com Pete Davison do USgamer em 2013, "Grace Nakimura continua sendo uma das melhores e mais realistas personagens femininas da história dos games".[12]
- Gerde Hull (dublada por Mary Kay Bergman no primeiro jogo e interpretada por Andrea Martin no segundo) é a governanta da casa ancestral de Gabriel, Schloss Ritter em Ritterberg, Alemanha. Quando Gabriel conhece Gerde pela primeira vez em Sins of the Fathers, ela é uma jovem ansiosa e entusiasticamente otimista. Ela claramente tem profundo amor e respeito pelo tio-avô de Gabriel, Wolfgang Ritter, lamentando a morte do homem ainda durante os eventos de The Beast Within. Gerde atua como uma valiosa assistente de pesquisa. Grace a considera uma possível rival como parceira investigativa e interesse amoroso de Gabriel, mas depois de uma conversa com Gerde, as duas se tornam amigas. Gerde não aparece no terceiro jogo, mas é mencionada.

## Novelizações
As histórias de Sins of the Fathers e The Beast Within foram adaptadas para romances por Jane Jensen. O primeiro é uma adaptação direta dos eventos do jogo, uma abordagem que Jane Jensen decidiu, em retrospecto, não ser a maneira mais bem-sucedida de apresentar Gabriel Knight ao público literário. Para o segundo romance, ela "jogou fora toda a ideia do jogo e recomeçou do zero".
Ambos os livros estão esgotados desde 2010. Como parte de sua campanha no Kickstarter de 2012 para financiar um novo jogo de aventura, Jensen ofereceu os romances de Gabriel Knight como e-books para patrocinadores que contribuíam com US $50 ou mais.

## Compilação
Em 1998, a Sierra lançou o título Gabriel Knight Mysteries: Limited Edition, que contém:
- uma caixa de 8 CDs para PC com os dois primeiros jogos e manuais eletrônicos de Gabriel Knight .
- uma novelização de 419 páginas de Gabriel Knight: Sins of the Fathers (escrita por Jane Jensen e publicada pela Roc em 1997).
- a trilha sonora completa de The Beast Within: A Gabriel Knight Mystery.
- junto com as edições originais de 1993, uma graphic novel colorida de 33 páginas de um evento que acontece quase 200 anos antes da abertura de Gabriel Knight: Sins of the Fathers (escrito por Jane Jensen, direção de arte de Nathan Gams e ilustrado por Terese Nielsen).
- uma graphic novel colorida de 20 páginas de um evento que ocorre dias antes da abertura do então futuro Gabriel Knight 3: Blood of the Sacred, Blood of the Damned (escrita por Jane Jensen e ilustrada por Ron Spears).